# The Bloody Judge
The Bloody Judge (Italiaans: Il Trono di Fuoco) is een historische horrorfilm uit 1970 geregisseerd door Jesús Franco en geschreven door Enrico Colombo, Jesús Franco, Michael Haller en Anthony Scott Veitch. In de film spelen Christopher Lee, Maria Schell, Leo Genn, Hans Hass Jr, Maria Rohm en Margaret Lee. De film werd uitgebracht op 5 februari 1970 in Italië.

## Synopsis
Rechter Jeffries is een beruchte rechter die in het Engeland van de 17de eeuw een bloedige heksenjacht leidde. Onder zijn bewind vonden honderden vrouwen de dood in martelkamers en op brandstapels. De jonge Alicia Gray wordt beschuldigd van hekserij, en belandt op de brandstapel. Haar zus, Mary (Maria Rohm), wordt verliefd op Harry Selton (Hans Hass Jr), een rebel die tegen koning James II vecht. Nadat de rebellen verloren hebben, wordt Harry gevangen genomen door de soldaten van hoofdrechter Jeffreys (Christopher Lee), die de kroon moet bewaken door vijanden te beschuldigen van hekserij. Als ook Mary gevangen wordt genomen, probeert zij Harry en haarzelf vrij te krijgen door de rechter te plezieren.

## Rolverdeling
| Acteur               | Personage                      |
| -------------------- | ------------------------------ |
| Christopher Lee      | Rechter "Lord" George Jeffreys |
| Maria Rohm           | Mary Gray                      |
| Leo Genn             | "Lord" Wessex                  |
| Hans Hass Jr         | Harry Selton                   |
| Maria Schell         | Moeder Rosa                    |
| Margaret Lee         | Alicia Gray                    |
| Pietro Martellanza   | Barnaby (als Peter Martell)    |
| Howard Vernon        | Jack Ketch                     |
| Milo Quesada         | Satchel                        |
| Werner Abrolat       | Inquisiteur Matt (onvermeld)   |
| José María Prada     | Palafox (onvermeld)            |
| Diana Lorys          | Sally Gaunt (onvermeld)        |
| José Martínez Blanco | Truro (onvermeld)              |